# 16bit Sensation
16bit Sensation: Watashi to minna ga tsukutta bishōjo game (16bitセンセーション 私とみんなが作った美少女ゲーム?, Jūroku Bitto Sensēshon watashi to minna ga tsukutta bishōjo gēmu, lett. "Sensazione a 16 bit: il bishōjo game realizzato da me e tutti voi") è un manga ideato da Misato Mitsumi, Tatsuki Amazuyu e Tamiki Wakaki e disegnato da Wakaki. La serie, nata come dōjinshi distribuita al Comic Market 91 tenutosi nel dicembre 2016, è stata in seguito acquisita da Kadokawa Shoten che ha iniziato a pubblicarla in volumi tankōbon a partire dal 14 settembre 2020. Un adattamento anime dal titolo 16bit Sensation: Another Layer e prodotto da Studio Silver è stato trasmesso in Giappone a partire dal 4 ottobre al 27 dicembre 2023.

## Trama
La trama differisce tra le due versioni dell'opera.
Nel manga, la protagonista è una studentessa universitaria di nome Meiko Uehara che inizia a lavorare part-time in un negozio di computer nel 1992. Qui scopre che il negozio sviluppa in segreto videogiochi eroge, in particolar modo bishōjo game. Siccome Meiko è un'illustratrice di talento, viene assunta improvvisamente a lavorare alla grafica di un nuovo videogioco per adulti dopo che lo staff si è licenziato, sebbene la ragazza non abbia mai eseguito illustrazioni del genere prima d'ora.
Nell'anime, invece è presente come protagonista Konoha Akisato, una ragazza che ha il sogno di diventare una famosa illustratrice di bishōjo game, di cui è appassionata, e perciò lavora duramente presso un'azienda che sviluppa visual novel. Tuttavia il mercato dei bishōjo game non riesce ad ottenere il successo sperato e Konoha è relegata a disegnare il dorso dei personaggi sullo sfondo. Un giorno le viene regalato un videogioco e una volta avviato viene avvolta da una luce che la fa viaggiare nel tempo fino al 1992. A questo punto, la ragazza finisce per lavorare presso la società Alcohol Soft con lo scopo di disegnare e creare belle ragazze per i videogiochi che tanto ama.

## Personaggi
Konoha Akisato (秋里 コノハ?, Akisato Konoha)
Doppiata da: Aoi Koga
Un'illustratrice in erba di 19 anni che viaggia indietro nel tempo fino al 1992 dove finisce per lavorare part-time per la società Alcohol Soft. È molto appassionata di bishōjo game. È un personaggio ideato appositamente per l'anime e perciò non è presente nel manga originale.
Mamoru Rokuda (六田 守?, Rokuda Mamoru)
Doppiato da: Atsushi Abe
Lavora come programmatore presso Alcohol Soft ed è il figlio del proprietario dell'azienda. Alcuni anni dopo, lavora ancora per la stessa casa di sviluppo ma si rifiuta di realizzare un gioco su un sistema informatico che utilizza Windows 95 poiché è molto dedito alla piattaforma PC-98. Nel settimo episodio dell'anime viene teletrasportato a sua volta indietro nel tempo.
Kaori Shimoda (下田 かおり?, Shimoda Kaori)
Doppiata da: Ayako Kawasumi
Lavora presso Alcohol Soft come illustratrice di concept art, line art e CG. Nel 1992, lei e Maiko portano Konoha nell'edificio dell'azienda dopo aver chiesto aiuto a Mamoru. In seguito, chiede a Konoha di riportare indietro Mamoru, che si rifiuta di lavorare su qualsiasi gioco che non sia sviluppato con il PC-98. Nella serie manga originale e in alcuni episodi dell'adattamento anime, la si vede spesso indossare un cappello da gatto.
Meiko Uehara (上原 メイ子?, Uehara Meiko)
Doppiata da: Yui Horie
Lavora presso Alcohol Soft come illustratrice di concept art e line art e sta imparando a diventare programmatrice. Cerca di aiutare Konoha ad avere una possibilità per lavorare con Alcohol Soft.
Masaru Rokuda (六田 勝?, Rokuda Masaru))
Doppiato da: Kentarō Itō
Il manager di Alcohol Soft nonché padre di Mamoru. Successivamente viene inconsapevolmente coinvolto in una frode finanziaria, rischiando quasi di far chiudere l'azienda.
Kiyoshi Gomikawa (五味川 清?, Gomikawa Kiyoshi)
Doppiato da: Jun Fukushima
È uno sceneggiatore che lavora presso Alcohol Soft e spesso indossa una maschera che gli copre gli occhi.
Toya Yamada (山田 冬夜?, Yamada Tōya)
Doppiata da: Aya Yamane
Una ragazza timida di 19 anni che Konoha incontra quando viaggia nel tempo fino al 1996 e acquista dei bishōjo game eroge con il supporto morale di Konoha. Quando incontra quest'ultima nel 1999, si scopre che è diventata una nota illustratrice che sta promuovendo il suo gioco.

## Media

### Manga
Il manga è disegnato da Tamiki Wakaki e scritto in collaborazione con Misato Mitsumi e Tatsuki Amazuyu e si basa sulle loro esperienze realmente vissute quando lavoravano presso Aquaplus. La serie è stata inizialmente distribuita come dōjinshi al Comic Market 91 il 31 dicembre 2016. In seguito è stata acquisita da Kadokawa Shoten che ha iniziato a pubblicarla in volumi tankōbon a partire dal 14 settembre 2020. Al 6 novembre 2021 i volumi totali ammontano a 2.

#### Volumi
| Nº | Data di prima pubblicazione | Data di prima pubblicazione | Data di prima pubblicazione |
| Nº | Giapponese                  | Giapponese                  |                             |
| -- | --------------------------- | --------------------------- | --------------------------- |
| 1  | 14 settembre 2020           | ISBN 978-4-04-109755-7      |                             |
| 2  | 6 novembre 2021             | ISBN 978-4-04-111605-0      |                             |

### Anime

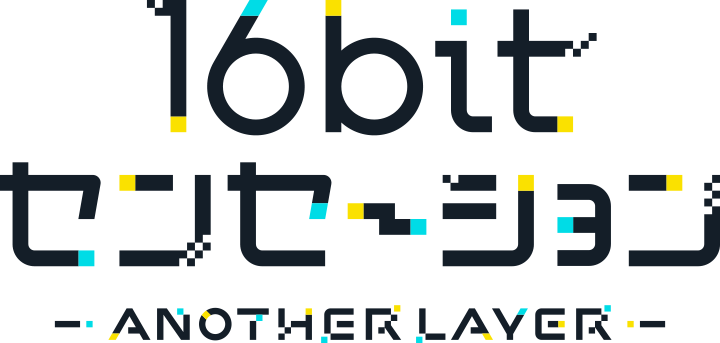
Logo della serie

Nel dicembre 2022 è stato annunciato che il manga avrebbe ricevuto un adattamento anime. Quest'ultimo è stato successivamente annunciato da Aniplex all'AnimeJapan come una serie televisiva intitolata 16bit Sensation: Another Layer e animata da Studio Silver, diretta da Takashi Sakuma, con una storia originale scritta da Tatsuya Takahashi e Wakaki, il character design di Masakatsu Sakaki e la colonna sonora composta da Yashikin. È stato trasmesso in Giappone dal 4 ottobre al 27 dicembre 2023 su Tokyo MX e altre reti. La sigla d'apertura è 65535 cantata da Shōko Nakagawa mentre quella di chiusura è Link~past and future~ di Aoi Koga, che doppia anche il personaggio di Konoha Akisato. I diritti per la distribuzione internazionale al di fuori dell'Asia sono stati acquistati da Crunchyroll che l'ha pubblicata in simulcast in versione sottotitolata in vari Paesi del mondo, tra cui l'Italia. Muse Communication ha concesso in licenza la serie nel sud-est asiatico.

#### Episodi
| Nº | Titolo italiano Giapponese 「Kanji」 - Rōmaji                                                              | In onda          | In onda |
| Nº | Titolo italiano Giapponese 「Kanji」 - Rōmaji                                                              | Giapponese       |         |
| 1  | Ho fatto un salto nel tempo?! 「タイムリープしちゃったぁ～！？」 - Taimurīpu shichatta a～!?               | 4 ottobre 2023   |         |
| 2  | Creiamo insieme dei videogiochi bishojo! 「いっしょに美少女ゲーム作ろ！」 - Issho ni bishōjo Gēmu tsukuro! | 11 ottobre 2023  |         |
| 3  | Voglio rivedervi ancora una volta! 「もう一度みんなに会いたくて！」 - Mōichido minna ni aitakute!          | 18 ottobre 2023  |         |
| 4  | Va bene così! 「いいんだよ！」 - Iin dayo                                                                  | 25 ottobre 2023  |         |
| 5  | Non c'è due senza tre! 「2度あったことは3度ある！」 - Nido atta koto wa sando aru!                         | 1º novembre 2023 |         |
| 6  | Credi in me! 「コノハを信じて！」 - Konoha wo shinjite!                                                    | 8 novembre 2023  |         |
| 7  | La pioggia indurisce sempre la terra 「雨降って地固まる」 - Ame futte ji katamaru                          | 15 novembre 2023 |         |
| 8  | Echo 「エコー」 - Ekō                                                                                      | 22 novembre 2023 |         |
| 9  | Ci vediamo! 「またね！」 - Matane!                                                                         | 29 novembre 2023 |         |
| 10 | Darò tutto ciò che ho! 「精一杯やってみる！」 - Seīppai yattemiru!                                         | 6 dicembre 2023  |         |
| 11 | Original Cuu 「オリジナル・キュー」 - Orijinaru Kyū                                                        | 13 dicembre 2023 |         |
| 12 | U-U-U-U-U! 「ゆ、ゆゆゆゆゆ…！」 - Yu, yu yu yu yu yu…!                                                    | 20 dicembre 2023 |         |
| 13 | Ciò che per me è importante 「わたしの大切なもの」 - Watashi no taisetsu na mono                           | 27 dicembre 2023 |         |

## Accoglienza
L'adattamento anime è stato accolto positivamente. Christopher Farris di Anime News Network ha recensito i primi tre episodi sostenendo che si tratta di una serie intrisa di "nostalgia di nicchia" con riferimenti che solo alcuni potrebbero conoscere, ritenendo che Konoha è una guida energica ed efficace per introdurre il pubblico a questa nostalgia, e ha lodato l'interpretazione della sua doppiatrice, Aoi Koga. Farris ha inoltre notato che il quadro culturale presente nell'anime, che è parzialmente uno spin-off del manga originale "interamente ambientato negli anni '90", e l'approccio unico della serie al suo materiale originale e alla cultura otaku. Nella sua recensione del primo episodio, Cy Catwell di Anime Feminist ha affermato che la storia racconta di come Konoha ottiene una "seconda possibilità" di usare la sua passione per qualcosa di più del "suo attuale lavoro" nel 2023, definendolo "davvero carino", e ha visto che c'era il potenziale per l'opera per diventare una serie femminista che si confronta con "l'esperienza femminile con l'erotismo e i media per adulti".
Trattando i primi tre episodi, Alex Henderson di Anime Feminist ha sostenuto che la serie stava diventando "qualcosa di divertente e piuttosto interessante", vedendola come una "lettera d'amore" per gli anni '90, e ha affermato che si stava divertendo con i personaggi, inoltre sperava che Mamoru e Konoha non diventino "interessi amorosi". Steven Blackburn di Screen Rant ha sostenuto che la serie offre "una svolta unica nel tipico genere isekai", con parallelismi per la protagonista Konoha tra la sua situazione difficile nel 2023 e dove finisce dopo aver iniziato una partita a un gioco che la fa viaggiare nel tempo. I conduttori di "This Week in Anime" di Anime News Network hanno notato che Konoha fa proselitismo sulla "produzione storica" di Key e altre opere, descrivendo Konoha come una "meravigliosa ricreazione di un nerd moderno".